# Nara (buča)
Nara (znanstveno ime Acanthosicyos horridus) je vrsta bučevk, endemična v Namibiji. 
Raste v suhih puščavskih razmerah, zato ima zelo globoke korenine; pravih listov nima, pač pa v trne preobražena stebla. To zmanjša izgubo vode zaradi izhlapevanja ter objedanje živali. Vrsta je dvodomna: moške rastline cvetijo vse leto, ženski pa obrodijo le enkrat na leto. Plod je okrogel in trnat, s premerom do 15 centimetrov.
Medtem ko se z moškimi cvetovi hrani neka vrsta puščavskih hroščev, buče jedo tudi kobilice, šakali, puščavske veverice in pripadniki tamkajšnjih puščavskih ljudstev.